# 땃쥐목
땃쥐목(학명: Soricomorpha)은 포유강에 속하는 분류군이다.

## 분류
- 땃쥐목 (SORICOMORPHA)
  - 땃쥐과 (Soricidae)
    - 흰이땃쥐아과 (Crocidurinae) : 흰이땃쥐
    - 땃쥐아과 (Soricinae) : 붉은이땃쥐
    - 아프리카흰이땃쥐아과 (Myosoricinae) : 아프리카흰이땃쥐

  - 두더지과 (Talpidae) : 두더지
    - 신세계두더지아과 (Scalopinae)
    - 두더지아과 (Talpinae)
    - 동아시아두더지아과 (Uropsilinae)

  - 솔레노돈과 (Solenodontidae) : 솔레노돈
  - † 서인도땃쥐과 (Nesophontidae) : 서인도땃쥐